# George Rodwell
George Rodwell   (15 de novembre de 1800 - 22 de gener de 1852) fou un compositor, director musical i autor anglès.
El germà de James Thomas Gooderham Rodwell (mort el 1825), dramaturg i arrendatari del "Teatre Adelphi" de Londres, va néixer a Londres, el 15 de novembre de 1800. Alumne de Vincent Novello i Henry Rowley Bishop, es va convertir en 1828 en professor d'harmonia i composició en el Reial Acadèmia de Música.
A la mort del seu germà James el 1825, Rodwell va passar a la propietat del "Teatre Adelphi"; però Frederick Henry Yates amb Daniel Terry el van comprar molt aviat, al preu de 30.000 £. A continuació, Rodwell es va ocupar principalment de dirigir la música al teatre i de composició per a l'escenari. La seva òpera The Flying Dutchman va ser produïda a lAdelphi el 1826, i The Cornish Miners a l'Opera House anglesa el 1827.
El 1836, Rodwell va ser nomenat director de música al Covent Garden Theatre, on la seva farsa Teddy the Tiler, del francès Pierre ou le Couvreur (Nicolas Brazier i Pierre-Frédéric-Adolphe Carmouche), havia actuat el 1830 en la direcció del Covent Garden va intentar preveure el repertori del Teatre Reial, Drury Lane; i Rodwell, tot i que amables amb Alfred Bunn, el gerent de Drury Lane, es van navegar a prop del vent en aquest sentit. Quan l' òpera de Daniel Auber The Bronze Horse, es va anunciar a Drury Lane, va presentar a Covent Garden una òpera sobre el mateix tema, amb música composta per ell mateix.
Els esforços de Rodwell per establir una òpera nacional britànica, llançada per la Royal Society of Musicians, no van tenir cap resultat durador. Durant molts anys va viure a Brompton. Va morir, als 52 anys, al carrer Upper Ebury, Pimlico, el 22 de gener de 1852 i va ser enterrat al cementiri de Brompton.

## Treballs
Rodwell va escriure de 40 a 50 peces musicals per a l'escenari, a més de cançons, obres sobre teoria musical, romanços, farses i novel·les. Exponents de les seves balades van ser Mary Anne Keeley, Harriet Waylett i Mary Ann Paton. En alguns casos, Rodwell va escriure les paraules i la música per a les seves peces escèniques. El seu principal llibretista era Edward Fitzball; però John Baldwin Buckstone, James Kenney i Richard Brinsley Peake també li van subministrar romanços, burlettas, operetes i cançons incidentals, per a l'escenari musical. Entre les seves publicacions hi havia:
- Songs of the Birds, 1827.
- First Rudiments of Harmony, 1831.
- Letter to the Musicians of Great Britain, 1833.
- Memoirs of an Umbrella, a novel, 1846.

## Família
El matrimoni de Rodwell amb Emma Liston, la filla de John Liston, el còmic, pot haver-lo ajudat professionalment, però es va ser feliç. Elizabeth Ann, la seva filla menor, es va casar amb l'il·lustrador Robert Thomas Landells, fill d'Ebenezer Landells.

## Reconeixement
Aquest article incorpora text d'una publicació que ara es troba en el domini públic: Lee, Sidney, ed. (1897). "Rodwell, George Herbert Buonaparte". Dictionary of National Biography. Vol. 49. Londres: Smith, Elder & Co.